# Campeonato Central de Rugby 2003
El Torneo Central de Rugby de Primera División de 2003 fue campeonato disputado en la 56.ª temporada de la máxima categoría del rugby de Chile. Comenzó el 31 de mayo de 2003 y finalizó el 4 de octubre de dicho año con Universidad Católica como campeón, club que se adjudicó su décimo sexto campeonato luego de superar en la final del certamen a Stade Francais por 42 a 20. 
Fue integrado por 12 equipos, que jugaron en una ronda con un sistema de todos-contra-todos. Al término de la fase regular, los cuatro primeros clasificados volvieron a enfrentarse entre sí, a fin de determinar los dos equipos que disputarían la final por la Copa de Oro de la Asociación de Rugby de Santiago.

## Tabla General
| Pos | Equipo               | PJ | G  | E | P  | TF  | TC  | DIF  | Pts |
| --- | -------------------- | -- | -- | - | -- | --- | --- | ---- | --- |
| 1   | Universidad Católica | 11 | 10 | 0 | 1  | 440 | 165 | 275  | 31  |
| 2   | Stade Francais       | 11 | 8  | 1 | 2  | 339 | 145 | 194  | 28  |
| 3   | Los Troncos          | 11 | 8  | 0 | 3  | 338 | 156 | 182  | 27  |
| 4   | Alumni SC            | 11 | 7  | 1 | 3  | 347 | 222 | 125  | 26  |
| 5   | Old Boys             | 11 | 7  | 0 | 4  | 416 | 176 | 240  | 25  |
| 6   | COBS                 | 11 | 7  | 0 | 4  | 238 | 237 | 1    | 25  |
| 7   | Old Mackayans        | 11 | 6  | 0 | 5  | 395 | 191 | 204  | 23  |
| 8   | PWCC                 | 11 | 6  | 0 | 5  | 292 | 267 | 25   | 23  |
| 9   | Old John's           | 11 | 3  | 0 | 8  | 233 | 389 | -156 | 17  |
| 10  | U. Diego Portales    | 11 | 2  | 0 | 9  | 203 | 556 | -353 | 15  |
| 11  | Old Reds             | 11 | 1  | 0 | 10 | 138 | 382 | -244 | 13  |
| 12  | Viña R.C.            | 11 | 0  | 0 | 11 | 98  | 591 | -493 | 11  |

 PJ=Partidos jugados; G=Partidos ganados; E=Partidos empatados; P=Partidos perdidos; TF=Tantos a favor; TC=Tantos en contra; DIF=Diferencia; Pts=Puntos 